# Gaillardbois-Cressenville
Gaillardbois-Cressenville est une ancienne commune française située dans le département de l'Eure, en région Normandie, devenue le 1er janvier 2017 une commune déléguée au sein de la commune nouvelle du Val d’Orger.
Ses habitants s'appelaient les Gaillardboisiens.

## Géographie

### Localisation
La commune est située dans le Vexin normand.

### Hydrographie
Le Fouillebroc, ruisseau affluent de la Lieure et sous-affluent de l'Andelle, passe au nord-est du territoire de la commune, sur quelques dizaines de mètres seulement. Il marque la frontière avec la commune voisine de Touffreville.

## Toponymie
Gaillardbois a été réuni à Cressenville le 14 juin 1845 sous le nom de Gaillardbois-Cressenville.
Gaillardbois est mentionné sous les formes Gaillardi boscus au XIIIe siècle; Gallarbois en 1271 (rôle de l’ost); Gailhartbos en 1312 (charte de Philippe le Bel); Gaillarbosts en 1451 (archives nationales, châtellerie de Gisors); Gaillardbosc en 1490 (comptes de l’archevêché de Rouen); Gaillartbois en 1549 (archives nationales); Gaillarboys en 1619 (L. P.).
Il faut comprendre « bois gaillard », c'est-à-dire « bois fort, beau bois » ou « bois de Gaillard », Gaillard étant un nom de personne.
Cressenville est attesté sous les formes Craisandi villa au XIIe siècle (cartulaire de Mortemer), Crassauvilla en 1204 (cartulaire de Saint-Ouen), Creissumvilla en 1255 (reg. visit.), Crescens Villa en 1300 (liste des abbés de Mortemer), Croissanville en 1454 (archives nationales, châtellerie de Gisors), Cressones villa en 1560 (dans les registres de l'archevêché de Rouen), Cressanvilla en 1738 (Saas).
Il s'agit d'une formation toponymique en -ville au sens ancien de « domaine rural ». François de Beaurepaire retient uniquement la mention du XIIIe siècle Cressens Villa, dont Cressens représente la forme latinisée du français occidental creissant, équivalent du français central croissant. Le mot croissant est utilisé ici soit comme anthroponyme, soit comme nom commun, d'où le sens global de « domaine, ferme de Croissant » ou littéralement « ville croissante », c'est-à-dire en accroissement. Il compare avec Croissanville (Calvados, Crescentivilla, Craiscentivilla 1082; Cressanvilla 1250; Cressanville XIVe siècle; Cressenville 1680).
Remarque : la latinisation en Craisandi villa au lieu de *Crescenti villa (cf. supra) est inexpliquée. -andi est par ailleurs un suffixe ancien norois que l'on retrouve par exemple dans búandi > bondi « paysan libre » (cf. Bondeville, Seine-Maritime) ou farandi « voyageur ». Il existe également un élément pré-latin -anda que l'on rencontre par exemple dans Nassandres (Eure, Naçandes 1179).

## Histoire
En 1119, au lieu-dit Brémule (ferme), les troupes du roi des Francs Louis VI le Gros sont écrasées par celles du duc de Normandie et  roi d'Angleterre Henri Ier Beauclerc. Le combat est connu sous le nom de bataille de Brémule.
En 1845, les communes de Gaillarbois et Cressenville sont réunies pour former Gaillardbois-Cressenville.
La commune nouvelle de Val d'Orger regroupe les communes de Gaillardbois-Cressenville et de Grainville, qui deviennent des communes déléguées, le 1er janvier 2017. Son chef-lieu se situe à Grainville.

### Cartes postales anciennes

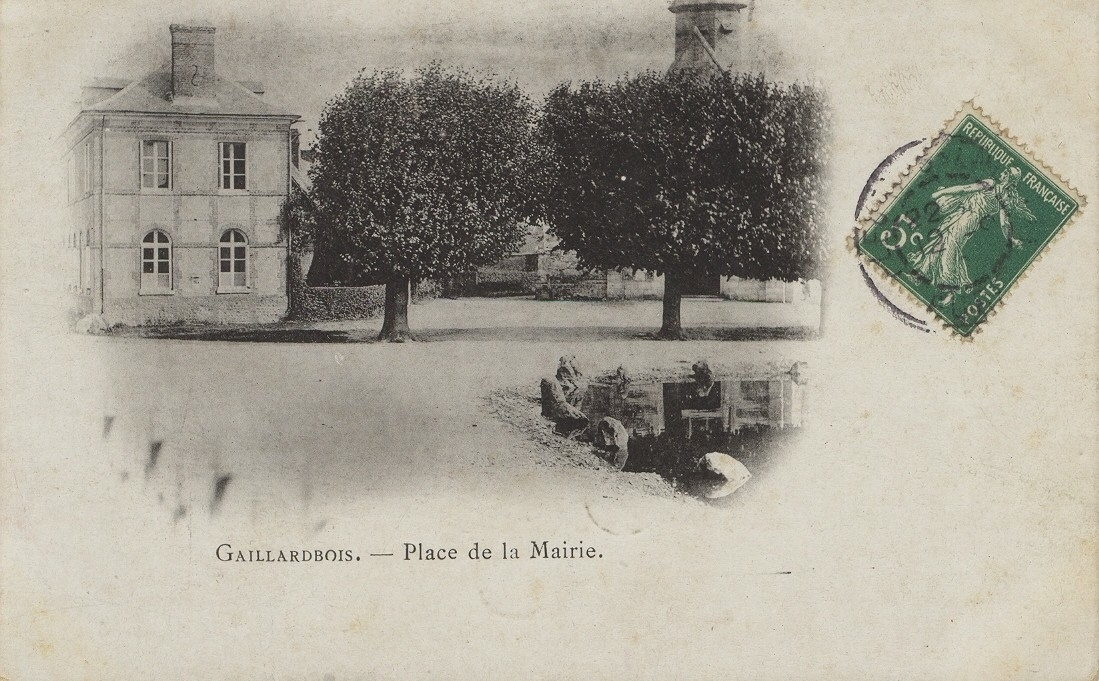
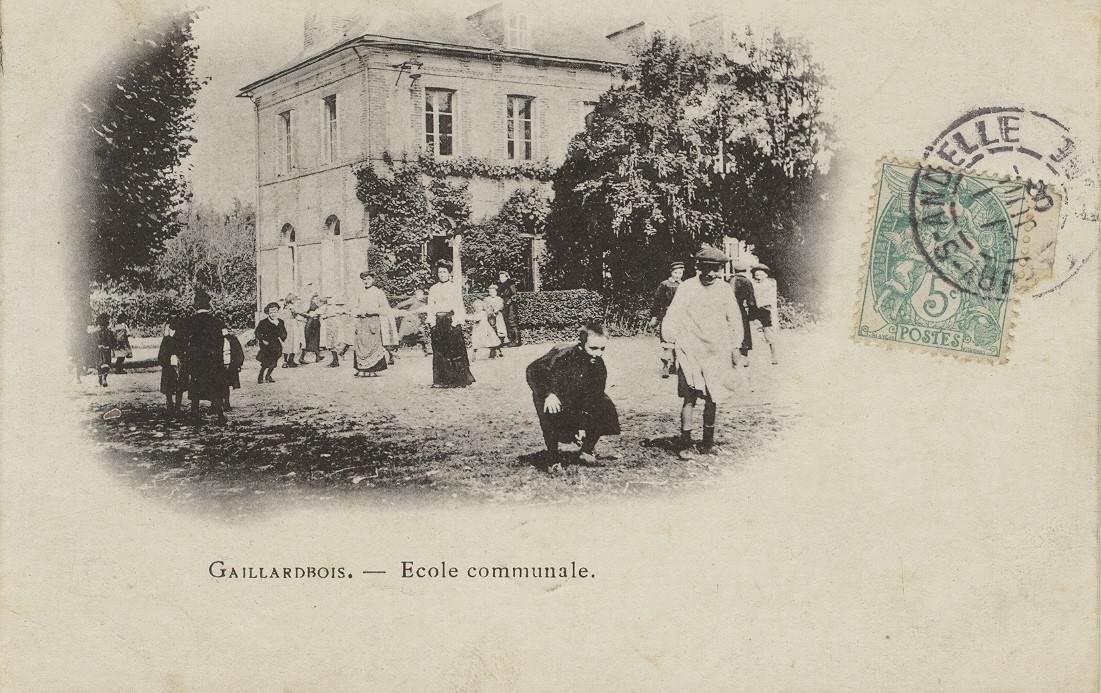
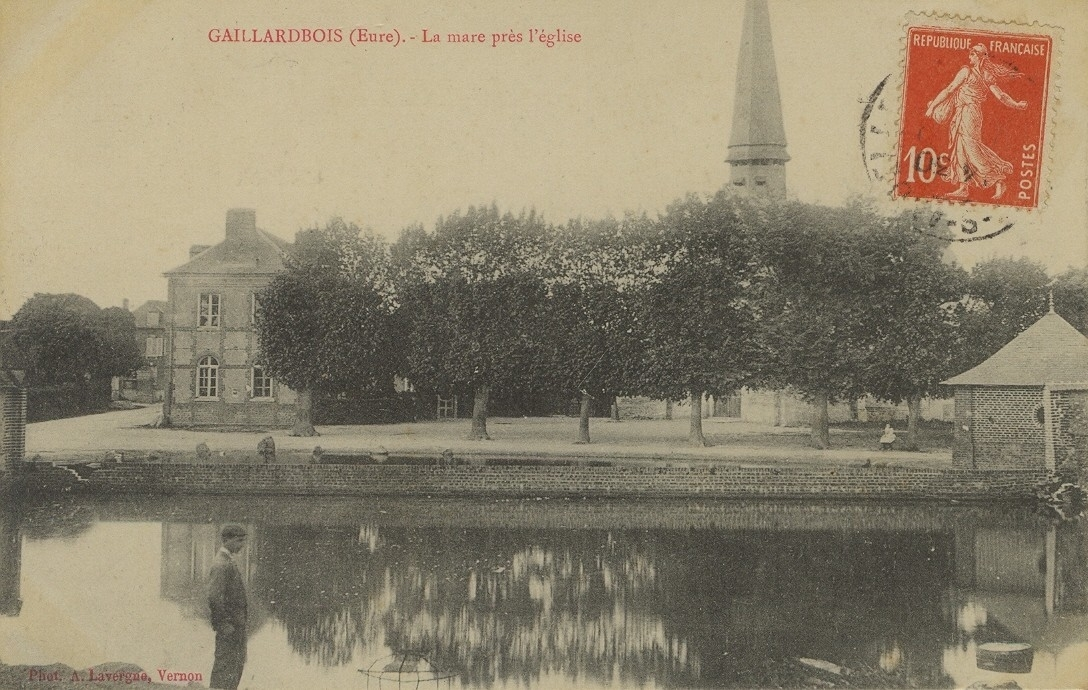
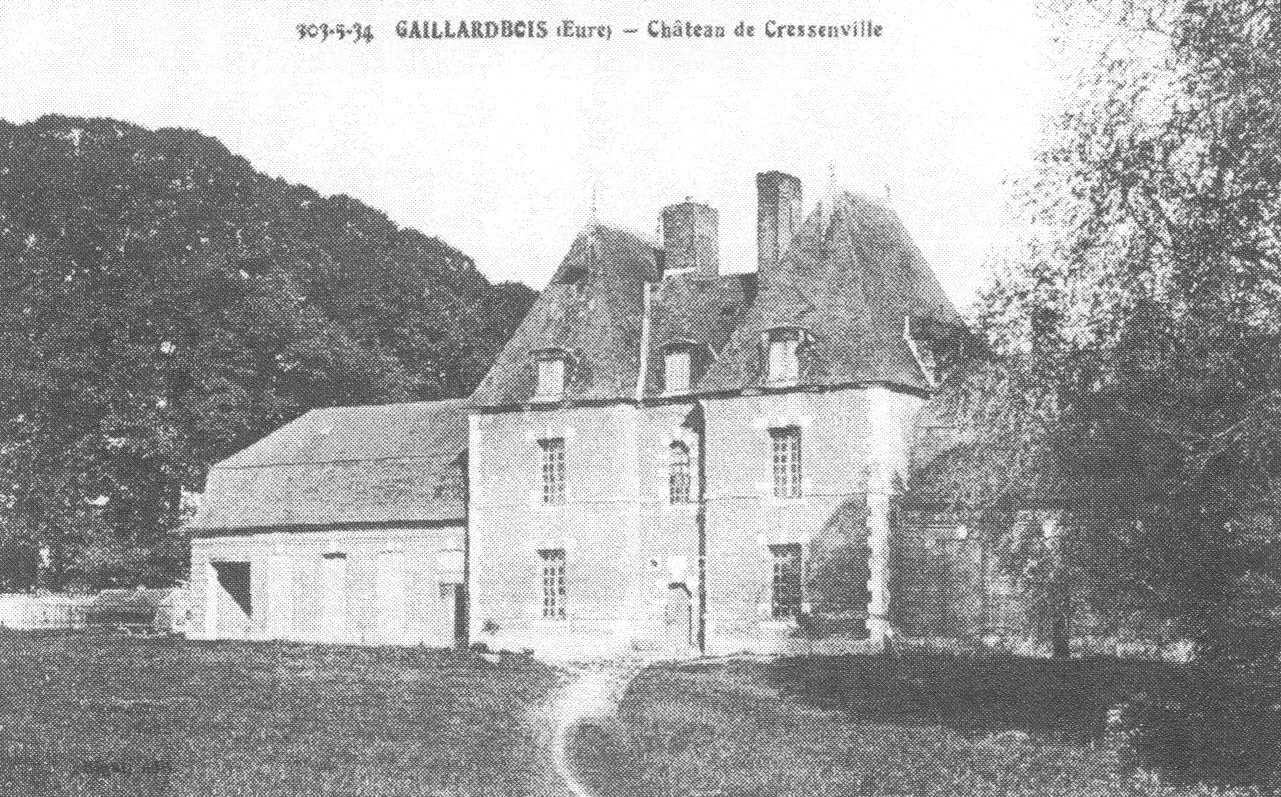

## Héraldique
| Blason de Gaillardbois-Cressenville | Blason  | D'or à la faux et au râteau passés en sautoir et à la fourche en pal, le tout au naturel, à la feuille de cresson de sinople brochant en abîme sur le tout ; chaussé d'azur de quatre épis de blés d'or, ceux des flancs plus grands, les deux de dextre senestrés d'une pomme posée en barre au naturel et les deux de senestre adextrés d’un bleuet, d'une marguerite et d’un coquelicot mal ordonnés, le tout au naturel. |
| Blason de Gaillardbois-Cressenville | Détails | Le statut officiel du blason reste à déterminer. |

## Politique et administration
| Période                                  | Période          | Identité                | Étiquette | Qualité  |
| ---------------------------------------- | ---------------- | ----------------------- | --------- | -------- |
| Les données manquantes sont à compléter. |                  |                         |           |          |
| mars 2008                                | mars 2014        | Joseph-Sylvestre Garcin |           |          |
| mars 2014                                | 31 décembre 2016 | Jean-Marie Wierzbicki   | SE        | Retraité |

| Période | Période | Identité              | Étiquette | Qualité  |
| ------- | ------- | --------------------- | --------- | -------- |
| 2017    |         | Jean-Marie Wierzbicki | SE        | Retraité |

## Démographie
L'évolution du nombre d'habitants est connue à travers les recensements de la population effectués dans la commune depuis 1793. À partir du 1er janvier 2009, les populations légales des communes sont publiées annuellement dans le cadre d'un recensement qui repose désormais sur une collecte d'information annuelle, concernant successivement tous les territoires communaux au cours d'une période de cinq ans. 
Pour les communes de moins de 10 000 habitants, une enquête de recensement portant sur toute la population est réalisée tous les cinq ans, les populations légales des années intermédiaires étant quant à elles estimées par interpolation ou extrapolation. Pour la commune, le premier recensement exhaustif entrant dans le cadre du nouveau dispositif a été réalisé en 2005,.
En 2014, la commune comptait 414 habitants, en évolution de +4,55 % par rapport à 2009 (Eure : +2,66 %, France hors Mayotte : +2,49 %).
| 1793 | 1800 | 1806 | 1821 | 1831 | 1836 | 1841 | 1846 | 1851 |
| ---- | ---- | ---- | ---- | ---- | ---- | ---- | ---- | ---- |
| 350  | 232  | 260  | 237  | 272  | 283  | 305  | 519  | 508  |

| 1856 | 1861 | 1866 | 1872 | 1876 | 1881 | 1886 | 1891 | 1896 |
| ---- | ---- | ---- | ---- | ---- | ---- | ---- | ---- | ---- |
| 467  | 451  | 412  | 393  | 400  | 402  | 360  | 341  | 349  |

| 1901 | 1906 | 1911 | 1921 | 1926 | 1931 | 1936 | 1946 | 1954 |
| ---- | ---- | ---- | ---- | ---- | ---- | ---- | ---- | ---- |
| 325  | 313  | 302  | 256  | 275  | 321  | 299  | 348  | 349  |

| 1962 | 1968 | 1975 | 1982 | 1990 | 1999 | 2005 | 2010 | 2014 |
| ---- | ---- | ---- | ---- | ---- | ---- | ---- | ---- | ---- |
| 295  | 303  | 271  | 288  | 301  | 285  | 344  | 415  | 414  |

## Lieux et monuments
- Bataille de Brémule

## Personnalités liées à la commune
- L'abbé Delaruelle, curé de Gaillardbois, est condamné comme « coupable de fanatisme » le 21 messidor an II (9 juillet 1794)